# Bernard Panafieu

Znak kardinála Panafieu

Bernard Louis Auguste Paul kardinál Panafieu (26. ledna 1931 Châtellerault – 12. listopadu 2017) byl francouzský římskokatolický kněz, bývalý arcibiskup Marseille, kardinál.

## Život
Na kněze byl vysvěcen 22. dubna 1956. V dubnu 1974 byl jmenován pomocným biskupem diecéze Annecy, biskupské svěcení přijal 9. června téhož roku. Od srpna 1994 byl koadjutorem arcibiskupa Marseille kardinála Coffyho, řízení arcidiecéze se ujal 22. května 1995. Při konzistoři 20. října 2003 ho papež Jan Pavel II. jmenoval kardinálem. Po dosažení kanonického věku rezignoval v květnu 2006 na funkci arcibiskupa.